# Rubroscirus myabunderensis
Rubroscirus myabunderensis är en spindeldjursart som först beskrevs av Gupta och Soumyendra Nath Ghosh 1980.  Rubroscirus myabunderensis ingår i släktet Rubroscirus och familjen Cunaxidae. Inga underarter finns listade i Catalogue of Life.